# SARS-CoV-2
A SARS-CoV-2 (az angol Severe acute respiratory syndrome coronavirus 2 rövidítése; magyarul súlyos akut légzőszervi szindróma-koronavírus 2) a Coronaviridae családba tartozó, embereket fertőző vírustörzs, a 2019-es koronavírus-betegség (COVID–19) kórokozója. A vírus egy  reprezentatív törzsének teljes hosszúságú nukleotidsorrendje 2020. január 10-én került be a génbankba, MN908947 azonosító számon.
SARS-CoV-2 a Baltimore-féle osztályozási rendszerben a IV. csoportba (egyszálú, pozitív-szenz RNS-genommal rendelkező vírusok) tartozik, virionját lipidburok veszi körbe. Taxonómiai szempontból a SARSr-CoV (súlyos akut légzőszervi szindrómához kapcsolódó koronavírus) faj egyik törzse, akárcsak közeli rokona, a 2002-2004-es SARS világjárványt okozó SARS-CoV-1.

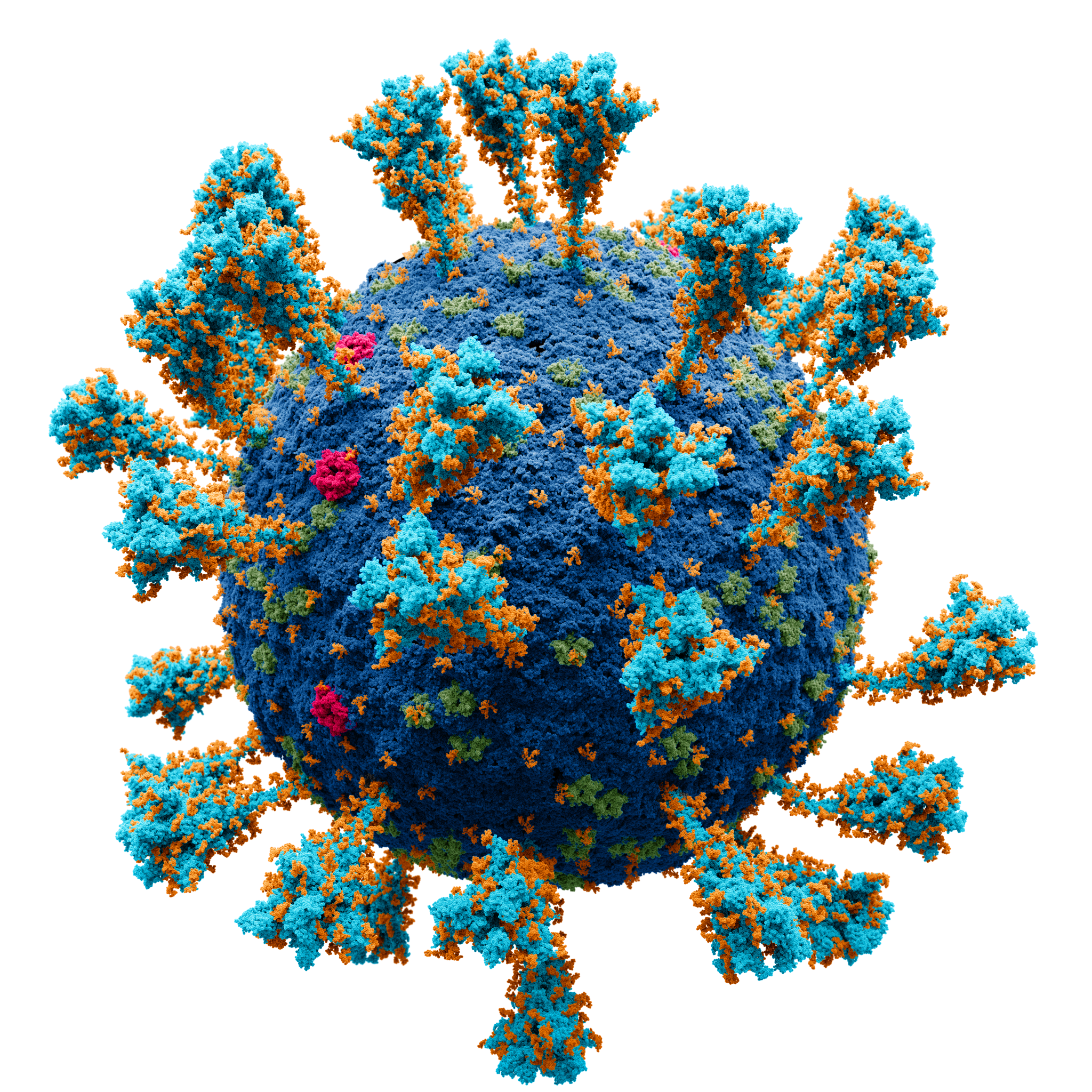
Tudományosan pontos atommodell a SARS-CoV-2 külső szerkezetéről, ahol minden "gömb" egy-egy atom

A vírus zoonotikus eredetű, genetikai vizsgálatok szerint legközelebbi rokonai a denevérekben élnek. Egyes feltételezések szerint a tobzoskák köztesgazdaként szolgálhattak a denevérek és az emberek között, de ez az elmélet még nincs bizonyítva. A vírus genetikai diverzitása alacsony, vagyis az emberre való „átugrása” nemrég, feltehetően 2019 végén következhetett be.
Az epidemiológiai vizsgálatok szerint a vírus a védekező intézkedéseket nem hozó, immunológiailag nem védett közösségekben igen gyorsan terjed, egy beteg 1,4–3,9 másik embernek adja tovább a fertőzést. Terjedését a testi érintkezés vagy a köhögés, tüsszentés vagy akár a beszéd által generált cseppfertőzés biztosítja. Gazdasejtjébe az angiotenzin-konvertáló enzim-2 (ACE2) receptorhoz kapcsolódva jut be.

## Terjedése
A SARS-CoV-2 emberről emberre való terjedését már a vuhani járvány elején, 2020. január 20-án igazolták. Eleinte úgy vélték, hogy a kórokozó elsősorban a köhögés és tüsszögés kiváltotta cseppfertőzéssel terjed 1,5–2 méteren belül. Lézeres fényszóródási vizsgálatokkal azonban kimutatták, hogy a közönséges beszéd is generál apró folyadékcsöppeket, amelyekben a vírus megbújhat; sőt a vírusrészecskék magukban is kikerülhetnek a levegőbe. A koronavírusok általában négy szerkezeti fehérjéből állnak: tüskefehérje (S), borítékfehérje (E), membránfehérje (M) és nukleokapszid fehérje (N).
A leülepedett cseppekkel fertőzött felületek fizikai érintése is veszélyes lehet. A kutatások szerint a SARS-CoV-2 műanyag- és acélfelületeken akár három napig, kartonpapíron egy napig, rézfelületen pedig négy óráig marad életképes. A detergensekkel (mint a szappan) való érintkezés felbontja a vírus külső lipidburkát és inaktiválja azt. A vírus RNS-ét kimutatták a beteg különféle testfolyadékaiból, például a spermából, sőt a székletből is.
A kórokozó fertőzőképessége a betegség, illetve a korai, tünetmentes szakasz alatt még nem teljesen ismert, de a jelenlegi adatok szerint a torokban a virionszám nagyjából a fertőzés utáni negyedik napon vagy tünetek megjelenése utáni első héten a legmagasabb, utána pedig fokozatosan csökken. A WHO első megállapításaival ellentétben az epidemiológiai modellek arra utalnak, hogy a teljesen tünetmentes, illetve korai fázisban lévő betegek az új fertőzések legfőbb forrásai. Egy Montevideóban kikötött óceánjáró 217 utasa és legénysége közül 128-nak lett pozitív a tesztje, míg tüneteket csak 24-en észleltek. Egy 94 betegen elvégzett vizsgálat arra utal, hogy leginkább 2-3 nappal a tünetek megjelenése előtt fertőzőképesek.
Ritka esetekben előfordul, hogy a vírus emberről állatra terjed át, például macskákra, emiatt egyes intézmények azt javasolják, hogy a betegek lehetőleg ne érintkezzenek háziállatokkal.

## Eredete

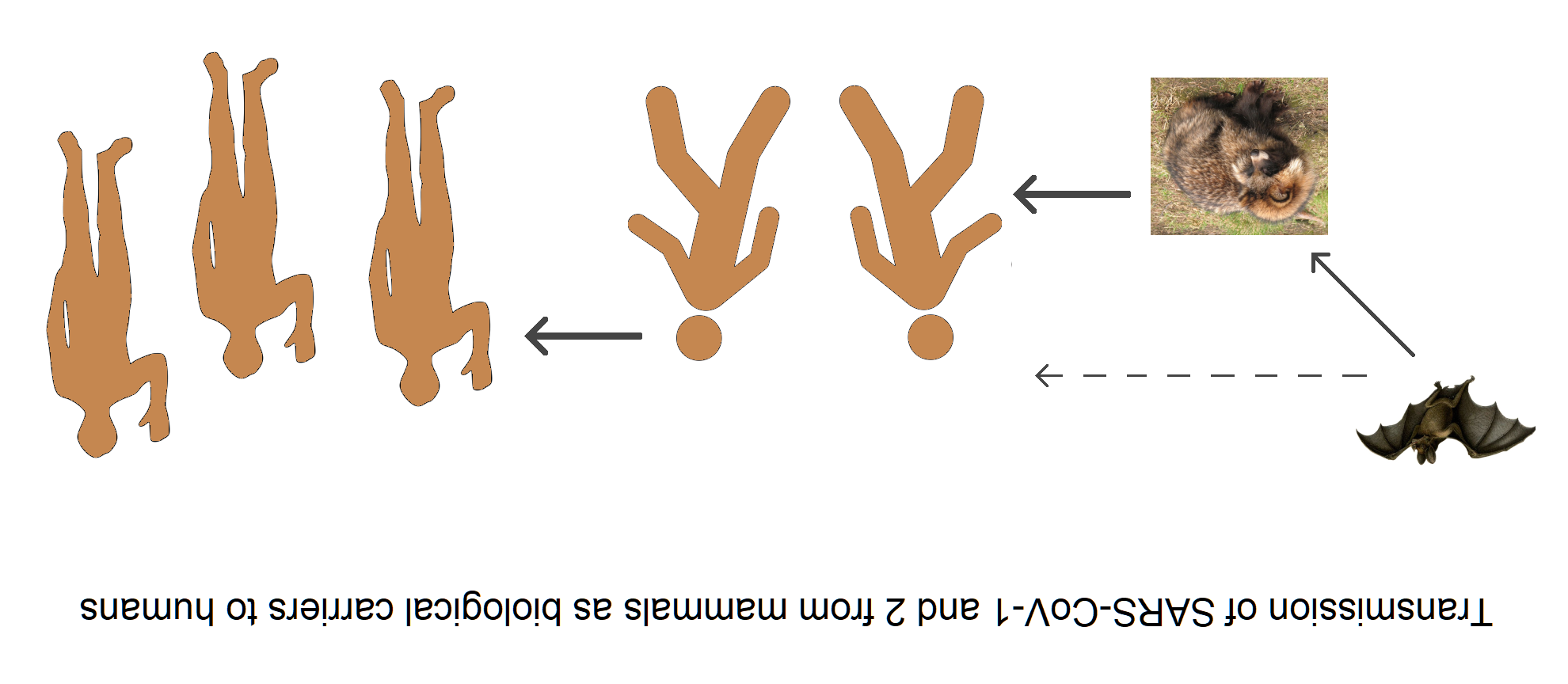
A SARS-CoV-1 fajok közötti átadódása

A SARS-CoV-2-fertőzés első eseteit a kínai Vuhan városában észlelték. Az állatról emberre való átadódás körülményei egyelőre tisztázatlanok. A betegek közül sokan a vuhani Huanan élelmiszerpiac dolgozói voltak, ezért feltételezik, hogy a humán patogén törzs itt alakulhatott ki. Nem zárható ki azonban, hogy a piacra is kívülről került a vírus és csak itt kezdett gyors terjedésbe. A korai megbetegedésekből (2019. december–2020. február) származó 160 minta alapján a SARS-CoV-2 olyan denevér-koronavírusokhoz hasonlít a leginkább, amelyek Kanton tartományban a leggyakoribbak.
A 2002–2004-es SARS-járvány után átfogó kutatás indult a hasonló, állatokban élő vírusok után és kimutatták, hogy számos denevérfaj, elsősorban a patkósorrú denevérek (a Rhinolophus nemzetség tagjai) hordoznak hasonló koronavírusokat. A Rhinolophus sinicus egyik vírusa 80%-os, míg a Rhinolophus affinis vírustörzse 96%-os hasonlóságot mutatott a SARS-CoV-2-vel.

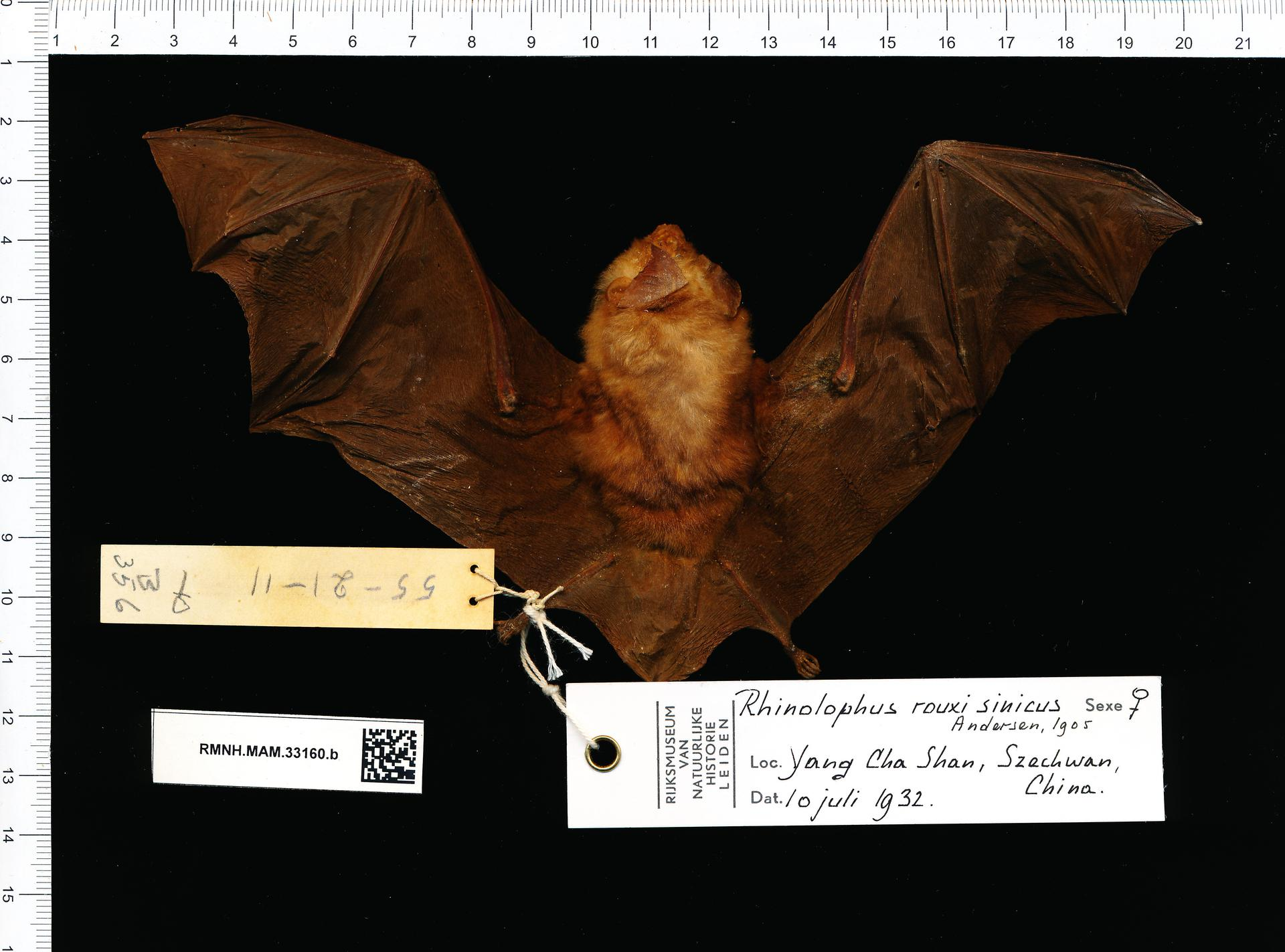
A patkósorrú denevérek által hordozott vírusok nagy mértékben hasonlítanak a SARS-CoV-2-re

A kezdetektől fogva a denevéreket tartották a SARS-CoV-2 elsődleges természetes rezervoárjának (vagyis a vírus tünetmentesen élhet bennük, akár hosszabb ideig). Az eddig ismert denevérvírusok és a humán kórokozó közötti különbségek miatt azonban azt is feltételezték, hogy esetleg egy köztesgazda lehet a SARS-CoV-2 közvetlen forrása.

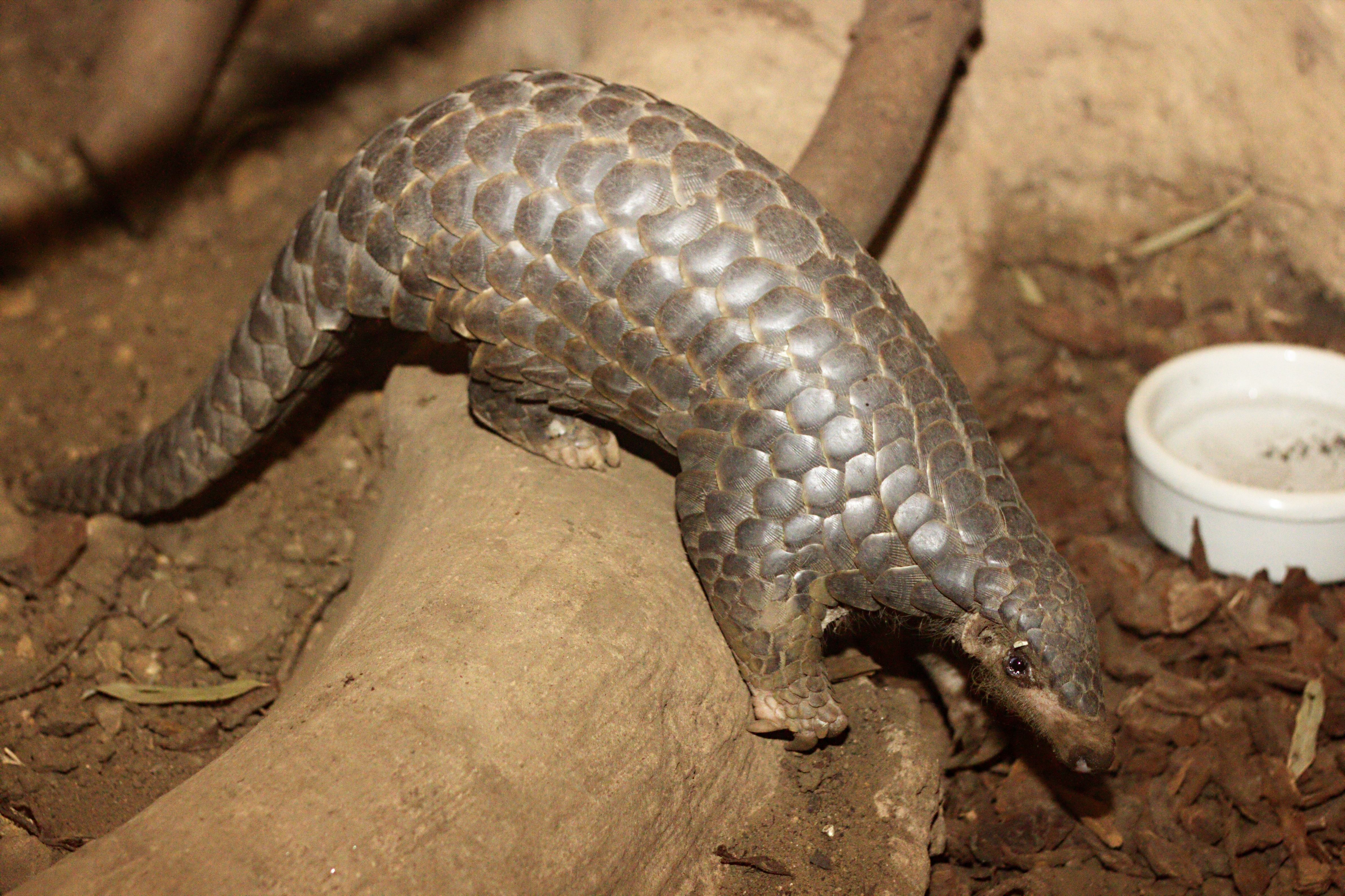
Egyes feltevések szerint a tobzoskák is szerepet játszottak a vírustörzs kialakulásában

Egy 2020-as filogenetikai vizsgálat azt feltételezi, hogy a tényleges vírusrezervoár valamelyik tobzoskafaj lehetett, konkrét bizonyíték azonban nem áll rendelkezésre a tobzoska-ember irányú átugrásra. Az is elképzelhető, hogy az eredetileg denevérvírus megfertőzte a tobzoskákat, majd visszaugrott a denevérekre, onnan pedig az emberre. Genomja alapján a tobzoska-koronavírus távolabbi rokona a SARS-CoV-2-nek, mint a korábban említett Rhinolophus affinis-féle törzs, de közelebbi, mint más denevér-koronavírusok.
A tobzoskák védettek Kínában, de a hagyományos kínai orvoslás felhasználja testrészeiket, ezért feketekereskedelmük jelentős. Az erdőirtás, a mezőgazdaság terjedése, illegális tenyésztésük következtében a tobzoskák (és más vadállatok) olyan fajokkal kerülhetnek kapcsolatba, amelyekkel addig még nem és az emberekkel is többet érintkezhetnek, így megnő a veszélye az új zoonózisok kialakulásának.
Egyes összeesküvés-elméletek állításaival ellentétben, nem valószínű, hogy a SARS-CoV-2-t mesterségesen hozták volna létre. Genomja nem hasonlít egyetlen korábban közölt víruséhoz sem, külső burokfehérjéje a gyakorlatban másképp viselkedik, mint amit a számítógépes szimulációs programok alapján várhatnánk, és a hatékony terjedéshez szükséges adaptációk sem jöhettek volna létre a laboratóriumokban szokásos sejtkultúrás tenyésztés során.

## Osztályozása

A Wuhan-Hu-1, GenBank Acc MN908947 szerkezete

A Vírusok Taxonómiájának Nemzetközi Bizottsága úgy foglalt állást, hogy a jelenleg érvényes szabályok szerint a COVID-19 kórokozója nem különbözik eléggé a SARS kórokozójától ahhoz, hogy önálló fajnak ismerjék el. Ennélfogva a két vírust a SARSr-CoV (súlyos akut légzőszervi szindrómához kapcsolódó koronavírus) faj két törzsének tekintik.
A SARS-CoV-2 a Baltimore-féle taxonómiai rendszer IV. csoportjához tartozik, amelynek tagjai egyszálú, pozitív-szenz (mRNS-ként közvetlenül használható) RNS-genommal rendelkeznek. Ezen belül a Coronaviridae család és a Betacoronavirus nemzetség tagja. Rokonai enyhébb megfázásokat, de súlyos betegségeket is okozhatnak, mint a 34%-os halálozással járó közel-keleti légúti szindróma (MERS). Ez a hetedik ismert koronavírus, amely képes megfertőzni az embert (a többi a humán koronavírus 229E, NL63, OC43, HKU1 fajok, a MERS-CoV és a SARS-CoV-1).
A 2002-es SARS-járvány vírusához hasonlóan a SARS-CoV-2 is a Sarbecovirus alnemzetség része. Egyszálú RNS-genomja kb. 30 ezer bázis hosszúságú. A filogenetikai vizsgálatok szerint a világjárványért felelős kórokozó valamikor 2019 novemberében vagy decemberében jöhetett létre.

## Szerkezete

A SARS-CoV virionjának szerkezete

A vírusrészecske (virion) gömb alakú, átmérője, 50–200 nanométer. A többi koronavírushoz hasonlóan négy struktúrfehérje építi fel: az S (spike a receptorhoz kötődő külső tüskét építi fel),  E (envelope), M (membrane, mindkettő a lipidburokba ágyazódik) és N (nucleocapsid, a genomhoz kapcsolódik). Az S protein (amelynek szerkezetét kriogenikus elektronmikroszkóppal atomi szinten felderítették) S1 alegysége kapcsolódik a sejtfelszíni receptorhoz, az S2 alegység pedig a vírus és a sejt lipidrétegeinek fúzióját katalizálja.

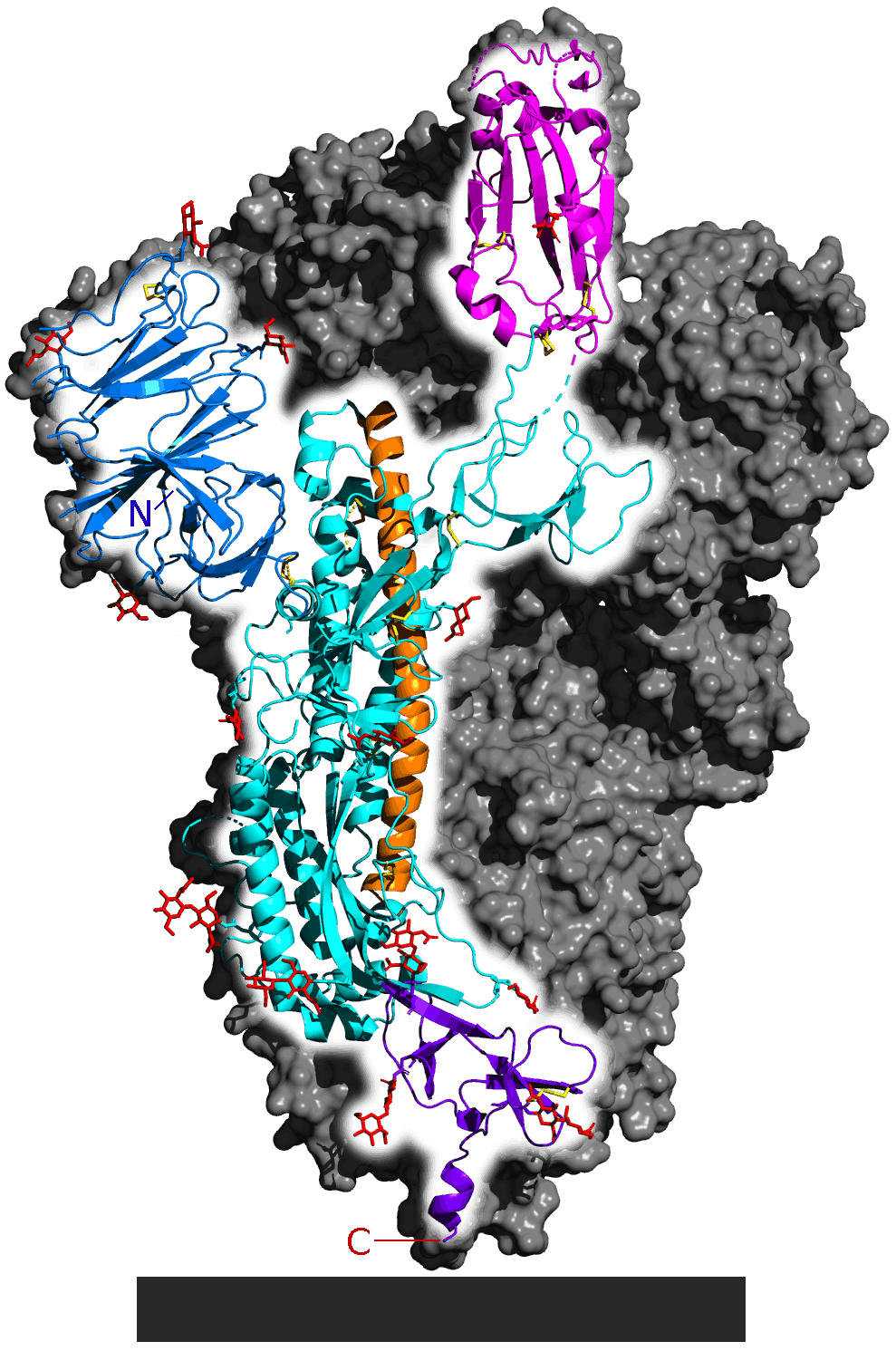
A három S proteinből felépülő felszíni tüske modellje (rózsaszínnel van jelölve a receptorkötő domén)

A vírus felszínén található tüske - mint azt a járvány elején, 2020 januárjában kínai és amerikai kutatók egymástól függetlenül kimutatták - a célsejt felszínén lévő angiotenzin-konvertáló enzim-2 (ACE2) fehérjéhez kötődik. A SARS-CoV-2 magasabb affinitással kötődik a humán receptorához, mint az eredeti SARS-CoV-1 vírustörzs. 
A receptorhoz való kapcsolódást követően egy sejthártyába ágyazódott celluláris szerinproteáz enzim (transzmembrán proteáz, szerin 2; TMPRSS2) elvágja a vírustüske láncát és szabaddá teszi az S2 alegység fúziós doménját, amely összeolvasztja a sejt és a vírusburok lipidmembránjait. A fúzió után egy endoszóma veszi körbe a viriont,  amely akkor szabadul ki, ha a pH az endoszómán belül lecsökken vagy ha a sejt katepszin nevű proteáza lebontja azt. A víruskapszid ezt követően bekerül a citoplazmába, ahol elkezdi az RNS-vírusgenomról a fehérjék átírását.
A SARS-CoV-2 legalább három ún. virulanciafaktort is termel, amelyek elősegítik az új vírusok kiszabadulását a sejtből vagy gátolják a gazdaszervezet immunreakcióját.

## Epidemiológiája

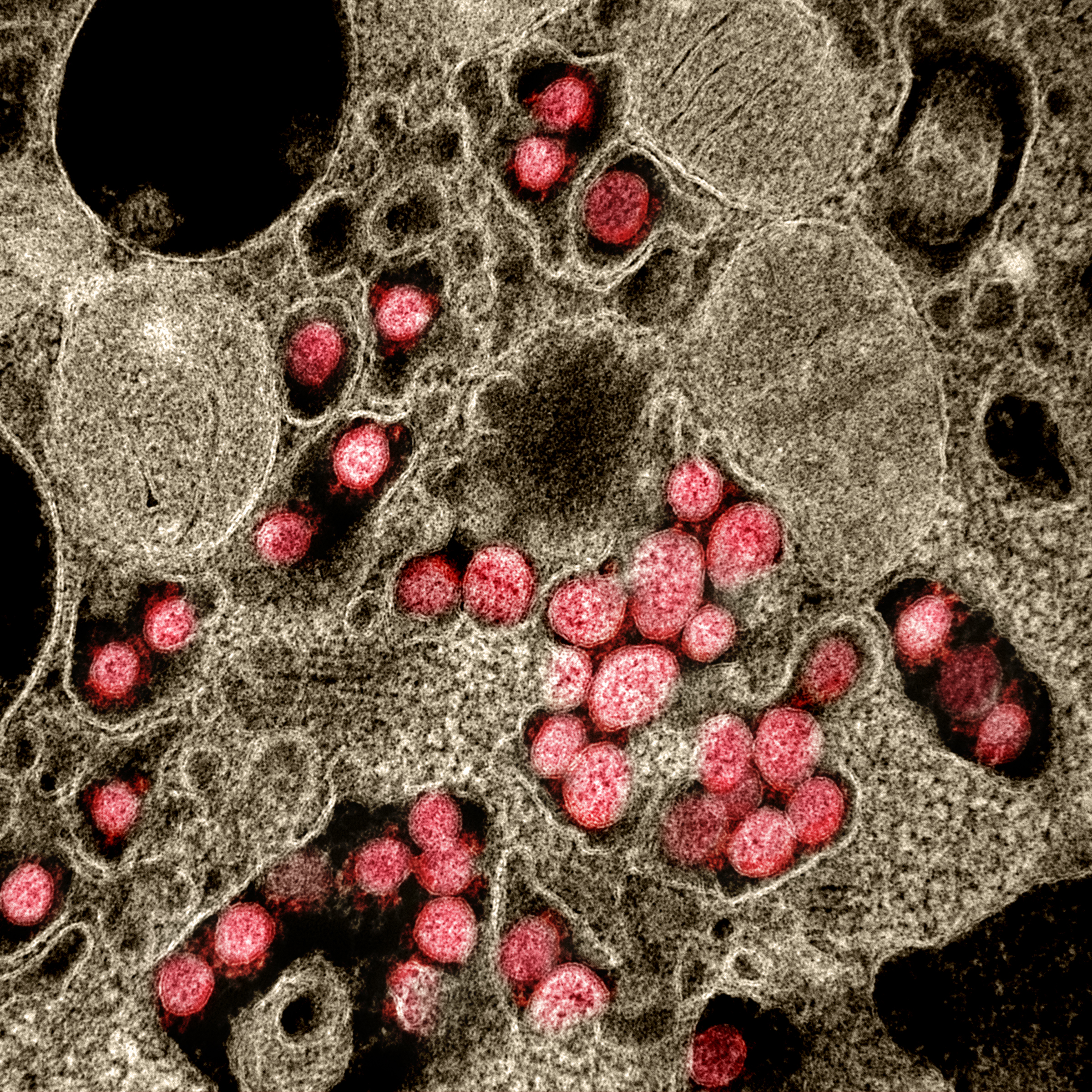
SARS-CoV-2 virionok (vörössel festve) transzmissziós elektronmikroszkópos képe

A vírusgenom variabilitása alapján a SARS-CoV-2 kialakulását 2019 végére teszik, vagyis az egészségügyi hatóságok igen hamar, hetekkel a megjelenése után felfigyeltek az új kórokozóra. A jelenleg ismert legkorábbi esetet 2019. december 1-jén kezdték kezelni. A vírus ezt követően gyorsan átterjedt Kína valamennyi tartományára és a világ szinte minden országára. 2020. január 30-án az Egészségügyi Világszervezet nemzetközi közegészségügyi vészhelyzetet hirdetett, március 11-én pedig kijelentették, hogy világjárvánnyal (pandémiával) állunk szemben.
A vírus reprodukciós rátáját ({\displaystyle R_{0}}, vagyis egy beteg hány másik embernek adja át a fertőzést) 1,4 és 3,9 közöttinek mérték. Különösen nagy népsűrűségű helyeken (pl. egy óceánjáró utasszállító hajón) a reprodukciós ráta magasabb is lehet. A kórokozó terjedését különféle módszerekkel - távolságtartás, maszkviselés, kéz- és felületfertőtlenítés - próbálják gátolni.
A járvány első gócpontja a kínai Hupej tartomány és azon belül Vuhan városa volt. A kínai hatóságok 82 ezer esetet jelentettek, azonban nem tudni, mekkora volt a tünetmentes fertőzöttek száma. 2020. február 24-én, mielőtt a járvány más országokba is átterjedt volna, a COVID-19 halálozások 95%-a a tartományra korlátozódott. Ez az arány 2020. augusztus 26-ára 0,39%-ra csökkent.
A 2021. november 27-i állapot szerint a világjárványban 261 257 755 ember fertőzöttségét mutatták ki és 5 211 142-en haltak bele a betegségbe.

## Fordítás
- Ez a szócikk részben vagy egészben  a   Severe acute respiratory syndrome coronavirus 2 című angol Wikipédia-szócikk ezen változatának fordításán alapul.  Az eredeti cikk szerkesztőit annak laptörténete sorolja fel. Ez a jelzés csupán a megfogalmazás eredetét és a szerzői jogokat jelzi, nem szolgál a cikkben szereplő információk forrásmegjelöléseként.